# Gerhard Wucherer
Gerhard Wucherer (* 11. Februar 1948 in Kempten (Allgäu)) ist ein ehemaliger deutscher Leichtathlet und Olympiamedaillengewinner, der – für die Bundesrepublik startend – in den 1960er und 1970er Jahren als 100-Meter-Läufer erfolgreich war. Sein größter Erfolg ist der Gewinn der Bronzemedaille mit der bundesdeutschen Mannschaft in der 4-mal-100-Meter-Staffel der Bundesrepublik bei den Olympischen Spielen 1972 in München (38,79 s – zusammen mit Jobst Hirscht, Karlheinz Klotz und Klaus Ehl, Wucherer als dritter Läufer).
Für diesen sportlichen Erfolg erhielt er – zusammen mit den 4-mal-100-Meter-Staffelmitgliedern – am 11. September 1972 das Silberne Lorbeerblatt.
Gerhard Wucherer ist 1,72 m groß und wog in seiner aktiven Zeit 70 kg. Er ist promovierter Arzt.

## Weitere Starts bei internationalen Höhepunkten
- Olympische Spiele 1968: Platz 6 in der 4-mal-100-Meter-Staffel (38,7 s; gemeinsam mit Karl-Peter Schmidtke, Gerd Metz und Joachim Eigenherr, Gerhard Wucherer als zweiter Läufer; im 100-Meter-Zwischenlauf ausgeschieden).
- Europameisterschaften 1969: Platz 6 in der 4-mal-100-Meter-Staffel (39,6 s; gemeinsam mit Manfred Knickenberg, Volker Stöckel und Günther Nickel; Gerhard Wucherer als zweiter Läufer).
- Europameisterschaften 1971: Platz 2 im 100-Meter-Lauf; im 100-Meter-Staffelrennen konnte beim zweiten Wechsel zwischen Karlheinz Klotz und Gerhard Wucherer der Stab nicht übergeben werden, deshalb Disqualifikation.
- Olympischen Spiele 1972: Im 100-Meter-Vorlauf ausgeschieden.

Gerhard Wucherer gehörte zuerst dem TSV München-Ost, später dem TSV 1860 München und ab 1971 dem USC Mainz an.